# Turó de Sant Roc (Ripoll)
El Turó de Sant Roc és una muntanya de 934 metres que es troba al municipi de Ripoll, a la comarca catalana del Ripollès.